# Open Sud de France 2023 - Qualificazioni singolare
Le qualificazioni del singolare del Open Sud de France 2023 sono state un torneo di tennis preliminare per accedere alla fase finale. I vincitori dell'ultimo turno sono entrati di diritto nel tabellone principale. In caso di ritiro di uno o più giocatori aventi diritto a questi sono subentrati gli alternate, coloro che vengono ammessi al tabellone principale a causa dell'assenza di un lucky loser che possa sostituire il giocatore ritirato.

## Teste di serie
1. Zhang Zhizhen (primo turno)
2. John Millman (ritirato)
3. Hugo Grenier (primo turno)
4. Geoffrey Blancaneaux (qualificato)

1. Manuel Guinard (primo turno)
2. Luca Nardi (qualificato)
3. Alexandre Müller (primo turno)
4. Emilio Nava (primo turno)

## Qualificati
1. Clément Chidekh
2. Antoine Bellier

1. Luca Nardi
2. Geoffrey Blancaneaux

## Tabellone

### Sezione 1
|  | Primo turno | Primo turno       | Primo turno      | Primo turno | Primo turno |  |  | Ultimo turno | Ultimo turno      | Ultimo turno      | Ultimo turno | Ultimo turno |  |
|  |             |                   |                  |             |             |  |  |              |                   |                   |              |              |  |
|  | 1           | Zhang Zhizhen     | 6                | 3           | 4           |  |  |              |                   |                   |              |              |  |
|  | Alt         | Marco Trungelliti | 1                | 6           | 6           |  |  | Alt          | Marco Trungelliti | Marco Trungelliti | 0            | 4            |  |
|  | WC          | Clément Chidekh   | Clément Chidekh  | 7           | 6           |  |  | WC           | Clément Chidekh   | Clément Chidekh   | 6            | 6            |  |
|  | 7           | Alexandre Müller  | Alexandre Müller | 6           | 2           |  |  |              |                   |                   |              |              |  |

### Sezione 2
|  | Primo turno | Primo turno     | Primo turno     | Primo turno | Primo turno |  |  | Ultimo turno | Ultimo turno    | Ultimo turno | Ultimo turno | Ultimo turno |  |
|  |             |                 |                 |             |             |  |  |              |                 |              |              |              |  |
|  | Alt         | Albano Olivetti | 4               | 6           | 4           |  |  |              |                 |              |              |              |  |
|  | Alt         | Ivan Gakhov     | 6               | 3           | 6           |  |  | Alt          | Ivan Gakhov     | 6            | 610          | 4            |  |
|  |             | Antoine Bellier | Antoine Bellier | 6           | 7           |  |  |              | Antoine Bellier | 3            | 7            | 6            |  |
|  | 5           | Manuel Guinard  | Manuel Guinard  | 4           | 65          |  |  |              |                 |              |              |              |  |

### Sezione 3
|  | Primo turno | Primo turno    | Primo turno    | Primo turno | Primo turno |  |  | Ultimo turno | Ultimo turno | Ultimo turno | Ultimo turno | Ultimo turno |  |
|  |             |                |                |             |             |  |  |              |              |              |              |              |  |
|  | 3           | Hugo Grenier   | Hugo Grenier   | 3           | 3           |  |  |              |              |              |              |              |  |
|  |             | Benoît Paire   | Benoît Paire   | 6           | 6           |  |  |              | Benoît Paire | 1            | 6            | 3            |  |
|  | Alt         | Maxime Janvier | Maxime Janvier | 4           | 3           |  |  | 6            | Luca Nardi   | 6            | 3            | 6            |  |
|  | 6           | Luca Nardi     | Luca Nardi     | 6           | 6           |  |  |              |              |              |              |              |  |

### Sezione 4
|  | Primo turno | Primo turno          | Primo turno   | Primo turno | Primo turno |  |  | Ultimo turno | Ultimo turno         | Ultimo turno | Ultimo turno | Ultimo turno |  |
|  |             |                      |               |             |             |  |  |              |                      |              |              |              |  |
|  | 4           | Geoffrey Blancaneaux | 3             | 7           | 7           |  |  |              |                      |              |              |              |  |
|  | Alt         | Aleksej Vatutin      | 6             | 5           | 5           |  |  | 4            | Geoffrey Blancaneaux | 5            | 6            | 7            |  |
|  | WC          | Arthur Cazaux        | Arthur Cazaux | 6           | 6           |  |  | WC           | Arthur Cazaux        | 7            | 4            | 63           |  |
|  | 8           | Emilio Nava          | Emilio Nava   | 4           | 4           |  |  |              |                      |              |              |              |  |